# Tom von Prince

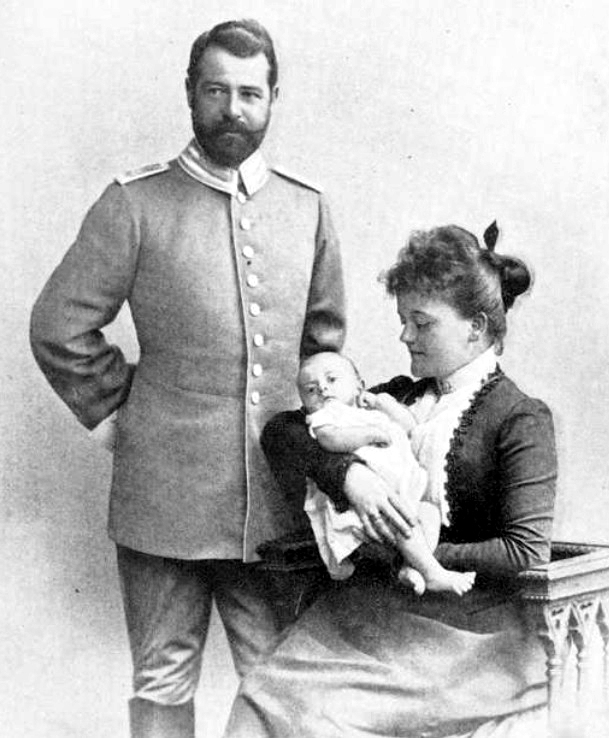
Tom von Prince und Ehefrau Magdalene mit Kind, vor 1908

Thomas (Tom) Paul Ansorge Prince, ab 1906 von Prince (* 9. Januar 1866 in Port Louis, Mauritius; † 4. November 1914 bei Tanga, Deutsch-Ostafrika) war ein deutscher Kolonialist, Plantagenbesitzer und Offizier der Schutztruppe für Deutsch-Ostafrika.

## Leben und Wirken
Tom Prince wurde 1866 als Sohn des britischen Polizeibeamten Thomas Henry Prince und einer deutschen Mutter, geb. Ansorge, der Tochter eines Missionars,  auf der Insel Mauritius geboren. Nach dem frühen Tod seines Vaters reiste er mit seiner Mutter nach Europa. Die Jugend verbrachte er in Liegnitz im damaligen Schlesien, wo er die Ritterakademie besuchte. In Liegnitz lernte er auch seine spätere Ehefrau, Magdalene von Massow, kennen.
Im Jahr 1887 trat er in die Preußische Armee ein und diente im Infanterie-Regiment Nr. 99, das bei Straßburg stationiert war. 1889 schied er als Leutnant aus dem Heer und trat 1890 in die sogenannte Wissmann-Truppe ein, aus der sich die Schutztruppe für Deutsch-Ostafrika entwickelte.

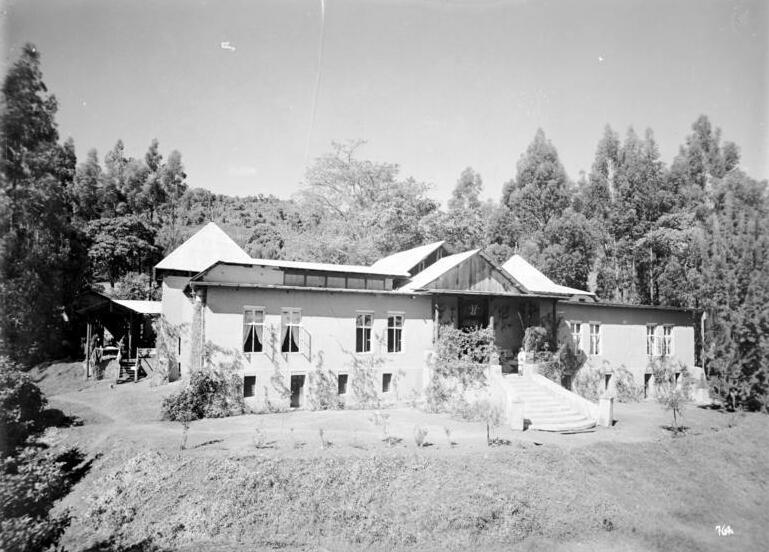
Herrenhaus von Prince bei der Pflanzung Sakkarani (Usambara, Deutsch-Ostafrika)

In Ostafrika wirkte Prince anfangs bei der Niederschlagung des Küstenaufstandes mit. In den folgenden Jahren befehligte er Militär-Expeditionen zur Unterwerfung der Hehe. Er verfolgte ihren Herrscher, Chief Mkwawa, bis dieser sich schließlich selbst das Leben nahm.
Der unter Tropenkrankheiten leidende Prince unterbrach seinen Dienst in Afrika durch mehrere Aufenthalte in Deutschland. Am 4. Januar 1896 heiratete er in Militsch Magdalene von Massow, die mit ihm nach Afrika ging. 1896 wurde er zum Hauptmann befördert. Prince arbeitete auch in den Bezirksbehörden Deutsch-Ostafrikas, unter anderem als Regierungskommissar am Nyassa-See und später in der Region Iringa.
Etwa im Jahr 1900 verließ Prince die Schutztruppe und Kolonialverwaltung, um sich als Grundbesitzer in Ostafrika niederzulassen. Gemeinsam mit seiner Frau gründete er eine Kaffee-Plantage bei Sakkarani in den Usambara-Bergen. Für sein Mitwirken beim Aufbau der Kolonie Deutsch-Ostafrika wurde Prince 1906 in den erblichen preußischen Adelsstand erhoben. Am 9. März 1913 gründete von Prince das sogenannte Freiwilligenkorps von Usambara, das aus ehemaligen Offizieren und Gemeinen bestand, die sich zu Schießübungen, Geländeausbildungen und Vorträgen trafen. Bei Ausbruch des Ersten Weltkriegs kehrte Prince in den aktiven Militärdienst zurück und kommandierte zwei Europäer-Kompanien der deutschen Schutztruppe. Er fiel als Kommandeur der 14. Kompanie in der Schlacht bei Tanga im Kampf gegen das britische 2nd Loyal North Lancashire-Regiment am 4. November 1914. Seine Beisetzung erfolgte gemeinsam mit zwölf weiteren deutschen Offizieren in Tanga.

## Filme
- Die Geschichte des Ehepaares von Prince ist Teil der ZDF-Dokumentation Kopfjagd in Ostafrika aus der Reihe Das Weltreich der Deutschen (Deutschland, 2010).

- Der Zahn des Häuptlings – Versöhnungsreise nach Tansania, ARD, 2015

## Schriften
- Gegen Araber und Wahehe – Erinnerungen aus meiner ostafrikanischen Leutnantszeit 1890–1895. Mittler, Berlin 1914. Digitalisat bereitgestellt durch die Universitätsbibliothek JCS Frankfurt am Main